# KAPLANS
KAPLANS（カプランズ）は、日本のロックバンド。1996年、シングル「-マリア-愛（からだ）がきしむほど抱きしめたい」でトーラスレコードからデビュー。のちに、「山部光彦&KAPLANS」に改名。

## 概要
原宿ホコ天初のバンド白虎隊のボーカル山部光彦が白虎隊解散後に新たにメンバーを集めて始動。白虎隊がロックンロール・ロカビリー・R&Bといったスタンダードなスタイルに対し、KAPLANSはメロディアス・ビートフル・スタイリッシュな新しい1990年代サウンドをテーマに結成された。1stシングルリリース時、ボーカル山部の喉と声に3億円の保険が掛けられていたため「3億円ボイス」と話題になる。保険は、のちに5億円にバージョンアップ。

## タイアップ一覧
| 使用年 | 曲名         | タイアップ                                               |
| ------ | ------------ | -------------------------------------------------------- |
| 1997年 | LAST DANCE   | 太平洋フェリーCMソング                                   |
| 1998年 | 笑っていたい | テレビ東京『ミュージックブレイク』オープニングテーマ     |
| 2000年 | 十字架の弾丸 | テレビ東京系『クイズ赤恥青恥』エンディングテーマ         |
| 2000年 | 十字架の弾丸 | テレビ東京『イチオシ』エンディングテーマ                 |
| 2000年 | 十字架の弾丸 | 毎日放送『男子禁制♥ 噂のマシンガン!!』エンディングテーマ |

## 出演

### テレビレギュラー
- 音楽的流行（テレビ東京系）-山部がMC担当。矢玉みゆき、家森幸子、塩田真弓。1997年-2001年、毎週火曜日15:00-15:30放送[1]。
- イチオシ（テレビ東京系）-山部・JOKE(Dr.)出演。 y'z factory、佳原ゆみ。2000年。

### ラジオレギュラー
- LOVE is BEAT（FM K-City）-2000年 - 2002年